# Pidorus
Pidorus is een geslacht van vlinders van de familie bloeddrupjes (Zygaenidae), uit de onderfamilie Chalcosiinae.

## Soorten
- P. albifascia (Moore, 1879)
- P. bifasciata (Walker, 1883)
- P. circe (Herrich-Schäffer, 1853)
- P. constrictus Walker, 1854
- P. corculum (Butler, 1879)
- P. cyrtus Jordan, 1907
- P. chalybeatus Joicey & Talbot, 1922
- P. euchromioides (Walker, 1864)
- P. gemina (Walker, 1854)
- P. glaucopis (Drury, 1773)
- P. hilaris Jordan, 1907
- P. latifasciata Talbot, 1929
- P. leechi Jordan, 1907
- P. leno Swinhoe, 1900
- P. miles (Butler, 1881)
- P. ochrolophus Mell, 1922
- P. splendens Jordan, 1907
- P. truncatus Jordan, 1907